# اشتها برای ویرانی
اشتها برای ویرانی(به انگلیسی: Appetite for Destruction) اولین آلبوم استدیویی ضبط شده توسط گروه هارد راک آمریکایی، گانز ان روزز است. این آلبوم در ۲۱ ژوئیه سال ۱۹۸۷ توسط شرکت گیفن رکوردز منتشر شد. پس از انتشار، آلبوم در بیلبورد ۲۰۰ آلبوم برتر کل تاریخ قرار گرفت و عنوان پرفروشترین آلبوم پیشگام را کسب کرد و سرانجام با ۳۵ میلیون نسخه فروش، یازدهمین آلبوم پر فروش در ایالات متحده شد.